# Francisco Antúnez
Francisco Antúnez, teljes nevén Francisco Antúnez Espada (Sevilla, 1922. november 1. – Sevilla, 1994. augusztus 16.) spanyol labdarúgó, hátvéd.

## Pályafutása
A sevillai születésű Antúnez első két ifjúsági, majd első két felnőttcsapata is a város két legnépszerűbb egyesülete, a Real Betis és a Sevilla volt. A zöld-fehéreknél 1941 és 1945 között szerepelt, majd átigazolt a Sevillához, ahol részese volt a klub történetének máig egyetlen bajnoki címének, az 1945-46-os idényben. Ezenkívül még egy ezüstérmet is szerzett a csapattal, 1951-ben.
1945-től hét évig szerepelt a Sevillában, majd harmincévesen, karrierje lefelé ívelő szakaszában két évre elszerződött még Málagába, majd utolsó szezonjában a Xerezt erősítette.
1949 és 1951 között összesen négy összecsapáson szerepelt a válogatottban is, valamint része vett az 1950-es vb-n is.
Játékoskarrierje befejezése után edzősködésbe kezdett. Tréneri pályafutása első állomása a Recreativo volt, később ide még kétszer visszatért. A „Recrén” kívül az Algecirasnál, a Granadánál és az Oviedónál vállalt munkát.